# Mordellistena lodingi
Mordellistena lodingi là một loài bọ cánh cứng trong họ Mordellidae. Loài này được Liljeblad miêu tả khoa học năm 1945.